# Капверн
Капве́рн (фр. Capvern) — муніципалітет у Франції, у регіоні Окситанія, департамент Верхні Піренеї. Населення — 1267 осіб (01.01.2021).
Муніципалітет розташований на відстані близько 660 км на південь від Парижа, 110 км на південний захід від Тулузи, 25 км на південний схід від Тарба.

## Історія
До 2015 року муніципалітет перебував у складі регіону Південь-Піренеї. Від 1 січня 2016 року належить до нового об'єднаного регіону Окситанія.

## Демографія
Динаміка населення (INSEE ):
Розподіл населення за віком та статтю (2006):
| Стать | Всього | До 15 років | 15-24 | 25-44 | 45-64 | 65-85 | Понад 85 |
| --- | ------ | ----------- | ----- | ----- | ----- | ----- | -------- |
| Чоловіки | 585    | 62          | 77    | 112   | 202   | 128   | 4        |
| Жінки | 647    | 112         | 64    | 135   | 173   | 147   | 16       |
| \| Статево-вікова піраміда \| Статево-вікова піраміда \| Статево-вікова піраміда \| \| ----------------------- \| ----------------------- \| ----------------------- \| \| Чоловіки \| Вік \| Жінки \| \| 4 \| 85 + \| 16 \| \| 4 \| 80-84 \| 12 \| \| 35 \| 75-79 \| 39 \| \| 62 \| 70-74 \| 46 \| \| 27 \| 65-69 \| 50 \| \| 35 \| 60-64 \| 23 \| \| 39 \| 55-59 \| 46 \| \| 58 \| 50-54 \| 50 \| \| 70 \| 45-49 \| 54 \| \| 35 \| 40-44 \| 58 \| \| 35 \| 35-39 \| 19 \| \| 23 \| 30-34 \| 27 \| \| 19 \| 25-29 \| 31 \| \| 19 \| 20-24 \| 12 \| \| 58 \| 15-20 \| 52 \| \| 15 \| 10-14 \| 70 \| \| 12 \| 5-9 \| 15 \| \| 35 \| 0-4 \| 27 \| |        |             |       |       |       |       |          |
| Статево-вікова піраміда |        |             |       |       |       |       |          |
| Чоловіки | Вік    | Жінки       |       |       |       |       |          |
| 4 | 85 +   | 16          |       |       |       |       |          |
| 4 | 80-84  | 12          |       |       |       |       |          |
| 35 | 75-79  | 39          |       |       |       |       |          |
| 62 | 70-74  | 46          |       |       |       |       |          |
| 27 | 65-69  | 50          |       |       |       |       |          |
| 35 | 60-64  | 23          |       |       |       |       |          |
| 39 | 55-59  | 46          |       |       |       |       |          |
| 58 | 50-54  | 50          |       |       |       |       |          |
| 70 | 45-49  | 54          |       |       |       |       |          |
| 35 | 40-44  | 58          |       |       |       |       |          |
| 35 | 35-39  | 19          |       |       |       |       |          |
| 23 | 30-34  | 27          |       |       |       |       |          |
| 19 | 25-29  | 31          |       |       |       |       |          |
| 19 | 20-24  | 12          |       |       |       |       |          |
| 58 | 15-20  | 52          |       |       |       |       |          |
| 15 | 10-14  | 70          |       |       |       |       |          |
| 12 | 5-9    | 15          |       |       |       |       |          |
| 35 | 0-4    | 27          |       |       |       |       |          |

## Економіка
2010 року серед 793 осіб працездатного віку (15—64 років) 554 були активними, 239 — неактивними (показник активності 69,9%, у 1999 році було 64,5%). З 554 активних мешканців працювала 491 особа (258 чоловіків та 233 жінки), безробітними було 63 (28 чоловіків та 35 жінок). Серед 239 неактивних 83 особи були учнями чи студентами, 85 — пенсіонерами, 71 була неактивною з інших причин.

У 2010 році в муніципалітеті числилось 585 оподаткованих домогосподарств, у яких проживали 1222,5 особи, медіана доходів виносила 18 950 євро на одного особоспоживача